# Paya Bili I (Peudawa)
Paya Bili I is een bestuurslaag in het regentschap Aceh Timur van de provincie Atjeh, Indonesië. Paya Bili I telt 196 inwoners (volkstelling 2010).